# Monarda punctata
Monarda punctata är en kransblommig växtart som beskrevs av Carl von Linné. Monarda punctata ingår i släktet temyntor, och familjen kransblommiga växter.

## Underarter
Arten delas in i följande underarter:
- M. p. arkansana
- M. p. correllii
- M. p. coryi
- M. p. immaculata
- M. p. intermedia
- M. p. lasiodonta
- M. p. occidentalis
- M. p. punctata
- M. p. villicaulis

## Bildgalleri

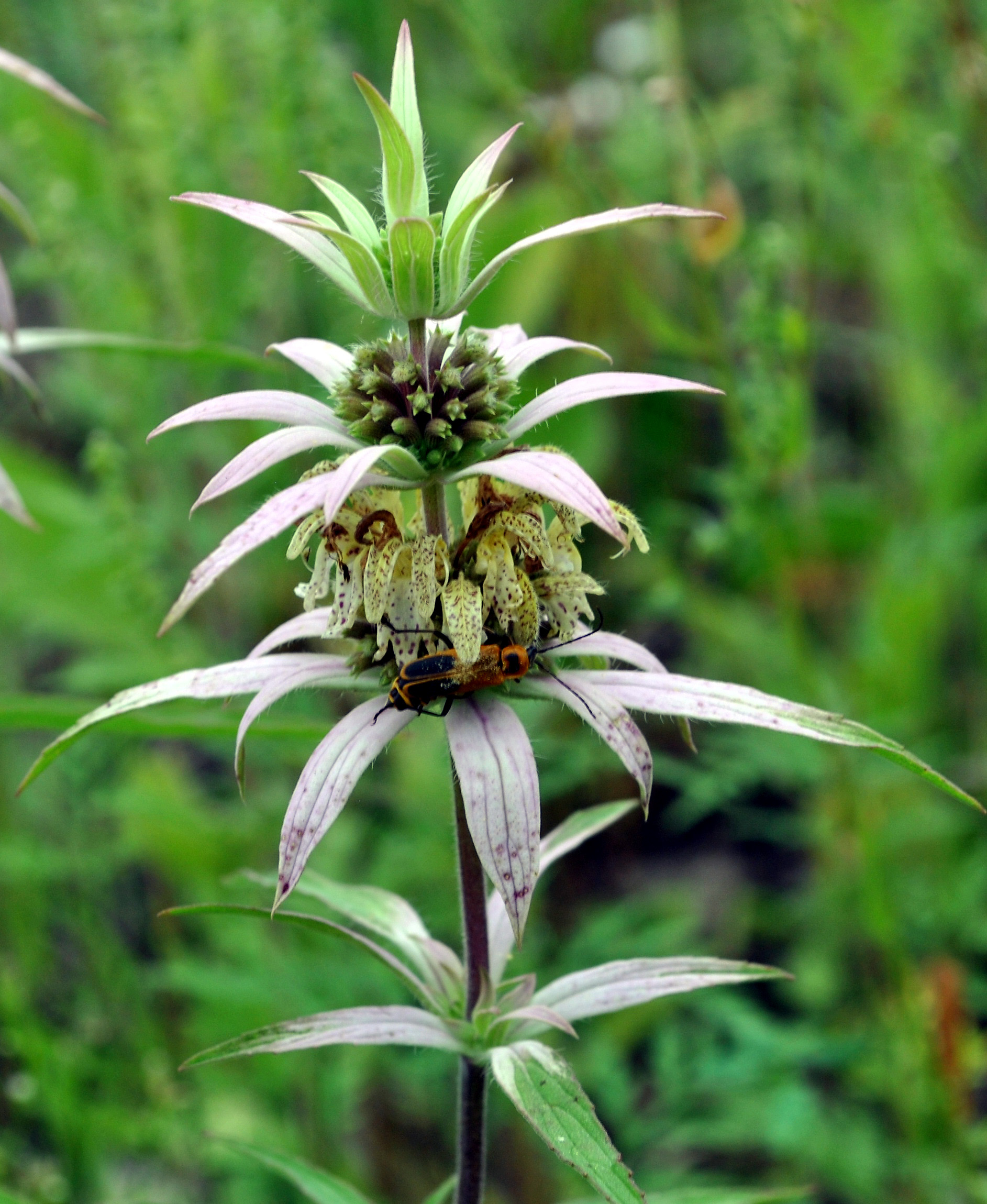
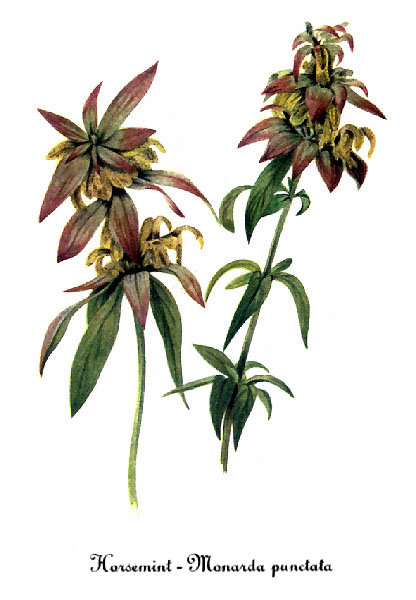
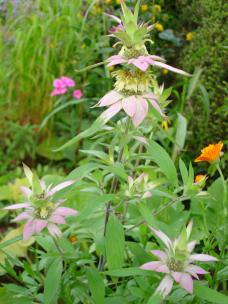